# Anthopterus
Anthopterus é um género botânico pertencente à família Ericaceae.